# Mentalorgan
Das Mentalorgan (Organon mentale; lateinisch mentum = Kinn), auch Kinndrüse (Glandula mentalis) oder Kehlwarze genannt, ist eine spezifische Hautdrüse am Kinn von Schweinen. Sie stellt sich als Hautverdickung mit Tasthaaren an der Kinnunterseite dar. In der Kehlwarze sind neben Drüsen auch Meissner-Körperchen zu finden.